# Franz Berghammer
Franz Berghammer (født 20. november 1913, død 1. juli 1944, nær Babrujsk, Mahiljou, Hviderusland) var en østrigsk håndboldspiller, som blandt andet deltog i OL 1936.
Han var en del af det østrigske håndboldlandshold, som vandt sølvmedalje. Han spillede i en kamp.